# Grandchamp, Yvelines
Grandchamp là một xã của Pháp, nằm ở tỉnh Yvelines trong vùng Île-de-France.
Người dân ở đây trong tiếng Pháp gọi là Magnicampois.
Các xã giáp ranh: Condé-sur-Vesgre về phía đông bắc, Adainville về phía đông, La Hauteville về phía nam, Le Tartre-Gaudran về phía nam-đông-nam, Les Pinthières về phía đông nam và Boutigny-Prouais về phía tây-tây-bắc.